# Finn Hösch
Finn Elias Hösch (* 21. Januar 2003 in Starnberg) ist ein deutscher Skibergsteiger.

## Karriere
Finn Hösch war in seiner Jugend als Leichtathlet aktiv. Er trainierte bei der LG Stadtwerke München und wurde 2019 unter anderem Bayerischer U18-Meister im Crosslauf sowie über 1500 Meter in der Halle. Hösch wechselte jedoch zum im Skibergsteigen und nahm an Weltmeisterschaften 2019 den Olympischen Jugend-Winterspielen 2020 teil. Im Dezember 2020 gab er sein Debüt im Weltcup. Bei den Weltmeisterschaften 2021 in Arinsal gewann Hösch die Bronzemedaille im Sprint. 2022, 2023 und 2024 wurde er Deutscher Meister im Sprint. Zudem wurde Hösch 2023 Weltmeister im Sprint. Bei den Winter World University Games 2025 gewann er die Goldmedaille im Sprint und zusammen mit Sophia Weßling Bronze in der Mixed-Staffel.